# Banco Central Hipotecario de Colombia
El Banco Central Hipotecario (BCH) fue un importante banco estatal colombiano, fundado en 1932. Desde su fundación hasta los años 1980 fue la mayor entidad financiera del mercado hipotecario colombiano, monopolizando ese sector.  
Fue fundado en medio de las reformas económicas del Gobierno de Enrique Olaya Herrera, con el objetivo de adjudicar créditos hipotecarios y facilitar el pago de obligaciones con bancos comerciales, como remedio para las repercusiones que tuvo en la economía colombiana la crisis económica de 1929, que causó la incapacidad de pago de los deudores. Tras más de 6 décadas de gran influencia, su decadencia comenzó con una fallida reorganización en 1994, un escándalo de corrupción en 1998, seguido del cierre parcial de sus operaciones el mismo año y, finalmente, su liquidación definitiva en 2001. 

## Historia

### Fundación y primeros años
En los años 20, el crédito hipotecario existente en Colombia se desarrolló en gran parte financiado por el crédito externo, el cual, en parte, era traído al mercado nacional por entidades como el Banco Agrícola Hipotecario, el Banco Hipotecario de Bogotá y el Banco Hipotecario de Colombia. Sin embargo, con el inicio de la Gran Depresión, el comercio internacional se paralizó y los bancos mencionados entraron en insolvencia.
El Gobierno tomó cartas en el asunto y en 1931 fundó la Caja de Crédito Agrario y en 1932 la Corporación Colombiana de Crédito, que compraría las carteras de los bancos comerciales para lograr su reequilibrio. Además, mediante el decreto 211 de 1932, fundó el Banco Central Hipotecario con el fin de "realizar operaciones de amortización hipotecaria en plazo no mayores a 10 años". Desde ese momento el BCH se convirtió en la única fuente de recursos hipotecarios de largo plazo, ya que para entonces, y por un largo tiempo, todo el crédito bancario era a corto plazo.  

### Mercado Inmobiliario y auge
Con una oferta de crédito alternativa al BCH prácticamente nula, este se convirtió en los años 40 y años 50 la principal fuente de crédito para vivienda. Así, comenzó a financiar obras de vivienda, junto con otras entidades del gobierno, que jugaron un importante papel en la arquitectura urbana que se desarrolló en Colombia en el siglo XX. 
En 1935, comienza su primer proyecto de vivienda con la contratación de la compañía urbanizadora La Urbana, para un año después financiar la fundación de la para la Compañía Central de Construcciones. El BCH sería complementado con la creación del Instituto de Crédito Territorial (ICT) en 1939, si bien este no empezaría a tener un papel destacado sino hasta los años 60. 
Pese a que la producción de vivienda del BCH fue mucho menor que otras entidades como el ICT, su calidad fue mucho mejor comparada con el resto de proyectos de vivienda estatal, gracias a la contratación de arquitectos de renombre para su edificación. 
De las 850.549 viviendas construidas en Bogotá entre 1951 y 1990, el BCH contribuyó a la construcción de 17.950 y el ICT a 103.107. Este desarrollo de la industria de la construcción no solo se desarrollaría en Bogotá, sino también en el resto del país, aumentando de manera acelerada la proporción de viviendas estatales, llegando a superar la densidad de viviendas informales.
En 1972 llega al poder el Presidente Misael Pastrana Borrero, quien impulsa una serie de reformas económicas, de la mano de su colaborador Lauchlin Currie, entre ellas la creación de la Unidad de Poder Adquisitivo Constante (UPAC) y las Corporaciones de Ahorro y Vivienda (CAV). Las primeras tenían como objetivo encaminar el creciente flujo de fondos privados en el país hacia la industria de la construcción y poder competir con los bancos comerciales. Es entonces que se da la última gran etapa de desarrollo del Banco, que pudo llegar a cubrir proyecto de mayor tamaño que incluyeron grandes sectores de terreno en las ciudades del país.

### Decadencia y últimos años
Como consecuencia de décadas en que el banco fue utilizado para financiar proyectos sociales y no para generar utilidades, en 1989 el Gobierno de Virgilio Barco comenzó un proceso de saneamiento de la entidad, proceso continuado por el Gobierno de César Gaviria, que incluyó la inyección de 10.000 millones de pesos y la mejora en el proceso de asignación de créditos. Para el final de 1993, tenía utilidades de 6.500 millones de pesos. 
Sin embargo, en 1994 el gobierno de Gaviria pagó al Instituto de Seguros Sociales una deuda con la nación de 129 mil millones de pesos por las reservas pensionales, operación en la cual el ISS pasó a controlar el 83% de las acciones del BCH. Ese mismo año, la dirección del banco comienza un proceso de reorganización que termina mal, pues que para 1995, presentaba un déficit de tesorería de 114 mil millones de pesos, sus indicadores básicos (de calidad de la cartera, liquidez y eficiencia) quedaron por debajo del mercado y la mitad de sus ganancias se destinaban a gastos administrativos. 
Así, con el ambicioso objetivo de convertirlo en la entidad más grande del sector hipotecario y hacer que los bancos comerciales dejaran de depender del mercado de la construcción, se lanzó una arriesgada estrategia que entre 1995 y 1997 duplicó cartera de crédito y comenzó a financiar grandes proyectos de infraestructura, además de promover el plan del Seguro Social de convertirlo en el Banco del Seguro Social. El plan consistió en ofrecer a los deudores pagos mínimos de cuota por hasta 20 años, ofrecer el traslado de la carga hipotecaria desde otro banco, mientras el BCH se encargaba de los trámites pertinentes, lo cual permitía pagar la deuda en moneda corriente y no en UPAC. Además, regalaba un seguro de desempleo que cubría 24 cuotas de crédito.
Sin embargo, la estrategia pronto se desmoronaría debido al aumento de las tasas de interés, que aumentaron 20% en dos años. Muchos deudores no pudieron pagar y se venció una cartera por 680 mil millones de pesos. Para cubrir este dinero, el banco se vio obligado a salir en 1998 a captar fondos, pero salió en el peor momento: Se había producido una retirada masiva de 150 mil millones de pesos y se habían publicado ciertos artículos que cuestionaron las políticas del banco, además de que el mercado bursátil estaba sin fondos disponibles. 
Como se mencionó anteriormente, el banco había comenzado a financiar megaproyectos, que incluían lujosos apartamentos, un centro comercial en Montería y un campo de golf en Bogotá. Estos proyectos nada tenían que ver con el pasado del banco, que se basaba en viviendas sociales. Para cuando el BCH fue golpeado por la falta de fondos, estos negocios representaban el 10% de su cartera. A esto se le sumó la falta de pago de clínicas cuya construcción había sido financiada por el BCH. Estas clínicas habían pedido préstamos al banco, con la promesa del Seguro Social de que este los financiaría mediante contratos públicos. Pero cuando asumió el Gobierno de Andrés Pastrana, se cancelaron estos contratos ante la crítica situación del banco. 
Pero el golpe final llegaría a finales de 1998, cuando se destapó un escándalo de corrupción de los autopréstamos del gerente de la seccional de Cali, Octavio Jaramillo Tovar, que generaron un desfalco al banco de 23.923 millones de pesos. Más adelante se sabría que Jaramillo también estaba involucrado en otros casos de corrupción en el Valle del Cauca, además de tener nexos con el Cartel de Cali. Con el escándalo cayó la junta directiva del banco, incluyendo al también Gerente en Cali, Juan José Uribe, la ejecutiva en Cali Ana Roca Carvajal y a la exgerente nacional María José García.
A causa del escándalo, el gobierno intervino el banco y la contraloría descubrió que las pérdidas alcanzaron los 500 mil millones de pesos. La mitad de la entidad fue recapitalizada por Fogafín, se cerraron un tercio de sus oficinas y se despidieron una décima parte de sus empleados. La Seguridad Social perdió 148 mil millones de pesos y se comenzó el proceso de liquidación del banco, el cual comenzó con la venta de lo que quedaba en cartera, así como la marca, al Banco Granahorrar, que asumió los créditos y las hipotecas.
La liquidación se concluiría definitivamente sino hasta la expedición del Decreto 20 de 2001, que puso fin a la historia de la entidad.